# Cieacova
Cieacova es el nombre mediante el cual se conoce a la Comisión Interuniversitaria de Estandarización de Acreditaciones de Conocimientos de Valenciano (cieaCOVA).

## Historia
Esta comisión nace en septiembre de 2015 a partir de un convenio firmado por rectores de 7 universidades de la Comunidad Valenciana, que son: Universidad de Valencia, Universidad Poiltécnica de Valencia, Universidad de Alicante, Universidad Jaume I de Castellón, Universidad Miguel Hernández de Elche, Universidad Cardenal Herrera-CEU y Universidad Católica de Valencia. La finalidad de esta comisión es homologar los certificados lingüísticos expedidos por los Servicios Lingüísticos de estas universidades.

## Antecedentes
En 2008, 5 de estas universidades firman un convenio de homologación de sus certificados de valenciano. El 25 de febrero de 2015, se incorporan 2 universidades más. La comisión se forma finalmente el 22 de septiembre de 2015.

## Equivalencias
Los certificados expedidos por esta comisión equivalen a los de los niveles correspondientes de la Junta Cualificadora de Conocimientos de Valenciano.

## Requisitos para presentarse a las pruebas
Es necesario tener 18 años para poder presentarse. Las universidades se reservan el derecho de exigir requisitos adicionales para las pruebas.

## Niveles
Esta comisión realiza pruebas certificadoras de los niveles A2, B1, B2, C1 y C2.